# عیوب ساختار کریستالی
شبکه کریستالی از نظر کریستالوگرافی کریستالی که دارای ساختار شبکه‌ای کاملاً منظم از تکرار سلول واحد باشد کریستال ایده‌آل نامیده می‌شود اما یک چنین کریستالی در طبیعت به ندرت یافت می‌شود و عموماً تمام کریستال‌ها دارای عیوب مختلفی هستند که تأثیر عمده و بسزایی بر روی خواص مکانیکی و فیزیکی کریستال‌ها دارند با کنترل عیوب شبکه می‌توان فلزات و آلیاژهای با استحکام بالا مغناطیس‌هایی با قدرت بیشتر دیگر مواد با خواص صنعتی بهتر تولید کرد عیوب شبکه کریستالی را نسبت به ابعادی که دارند می‌توان به ترتیب زیر تقسیم‌بندی کرد:
- عیوب نقطه‌ای (عیوب صفر بعدی)
- عیوب خطی (عیوب یک بعدی)
- عیوب سطحی (عیوب دوبعدی)
- عیوب فضایی (عیوب سه بعدی)

عیوب فوق در اغلب حالات در اثر عوامل خارجی به وجود می‌آید. به عنوان مثال: رشد غلط کریستال‌ها در مواقع انجماد سریع.

## عیوب نقطه‌ای

### عیوب جای خالی
محل‌های خالی اتمی در شبکه کریستالی از مهم‌ترین و ساده‌ترین عیوب نقطه هستند چنین عیوبی می‌تواند در مواقع انجماد به (خصوص سرد کردن با دماهای بالا تغییر شکل اشعه دادن با اشعه‌ای که دارای انرژی زیادی یا در درجه حرارت‌های بالا) به وجود می‌آید. البته هر کریستال در شرایط تعادلی خود دارای تعدادی جای خالی است که تعداد این‌جاهای خالی قابل محاسبه است برای به دست آمدن یک محل خالی باید اتم را به طریقی از محل خود در شبکه خارج سازیم.

### عیوب بین نشینی
نوع دیگر از عیوب نقطه‌ای عیوب بینشینی است که در اثر قرار گرفتن یک اتم در فضای موجود بین اتم‌های شبکه به وجود می‌آید شرط اولیه برای قرار گرفتن یک اتم ثالث به صورت بینشنی در بین تمام اتم‌های شبکه اصلی به اندازه کافی کوچک‌تر بودن شعاع اتمی آن از اتم‌های اصلی شبکه است به عنوان مثال می‌توان قرار گرفتن اتم‌های کربن در شبکه مکعب با وجوه مرکزدار آهن را نام برد این گونه عیوب می‌تواند باعث کجی یا تغییر شکل موضعی در ساختار شبکه کریستال شود عیوب بینشینی بیشتر در شبکه‌هایی با ضریب تراکم پایین دیده می‌شود.
ج) عیوب جانشینی = اتم‌های ناخالصی‌های موجود در یک کریستال ممکن است در محل‌های خالی به جای اتم‌های شبکه یا در فضاهای موجود بین اتم‌های شبکه قرار گیرد که در حالت اول شعاع اتم جانشینی می‌تواند تقریباً اندازه شعاع اتم‌های اصلی شبکه باشد